# Flavio Fermi
Flavio Fermi (* 17. Juni 1984 in Basel) ist ein Koch mit italienischer und schweizerischer Staatsbürgerschaft, der vom Gault-Millau erwähnt wurde.

## Leben und Karriere
Fermi erhielt die Ausbildung zum Koch in Basel, wo er die Grundlagen seines Handwerks erlernte. Anschließend arbeitete er in Restaurants an verschiedenen Orten.
Von 2013 bis 2021 führte Fermi als Chefkoch und Gastgeber die «Osteria TRE», ein Gourmetrestaurant im Drei-Sterne-Superior-Hotel Bad Bubendorf, welches 2014 einen Stern vom Guide Michelin erhielt. Danach kehrte Fermi nach Basel zurück, wo er seit Mitte 2021 als Küchenchef und Teilhaber das Restaurant «Im Ackermannshof» führt, ein Fine-Dining-Restaurant in Basel, das im Gault-Millau genannt wird. Sein Schwerpunkt dort ist eine modern-mediterrane Küche mit asiatischen Elementen, die lokale Zutaten und Aromen in den Mittelpunkt stellt.

## Kochbücher
- Flavio Fermi: Zu wenig Parmesan. Eigenverlag, Liestal 2016, ISBN 978-3-033-05388-5.

## Auszeichnungen
- 2014: 1 Stern vom Guide Michelin